# Markus Gleich
Markus Gleich (* 8. April 1987 in Peiting) ist ein ehemaliger deutscher Eishockeyspieler, der zuletzt bei den Bietigheim Steelers spielte. Seit 2023 ist Gleich als Talent- und Standortentwickler bei der DEL2 tätig.

## Karriere
Markus Gleich begann seine Karriere 2004 beim EC Peiting in der Junioren-Bundesliga. In der ersten Mannschaft spielte Gleich in der Saison 2005/06 sowie 2006/07 in der Oberliga, ehe er zur Saison 2007/08 für den ETC Crimmitschau verteidigte. Gleich war mit einem Vertrag der Grizzly Adams Wolfsburg in der DEL ausgestattet und spielte bis 2009 mit einer Förderlizenz beim ETC Crimmitschau in der 2. Bundesliga. Nach der Auflösung seines Vertrages bei den Wolfsburgern ging er in der Saison 2009/10 für den SC Riessersee aufs Eis. Außerdem wurde er mit einer Förderlizenz für die Straubing Tigers ausgestattet. Nach der finanziellen Schieflage und dem Rückzug des SC Riessersee in die Oberliga verließ Markus Gleich den SC Riessersee und wechselte zur Saison 2010/11 nach Ravensburg zu den Towerstars. Mit diesen erreichte er das Pokalfinale, wurde Hauptrunden-Erster und Meister der 2. Bundesliga. Nach einem Jahr bei den Hannover Indians wechselte Markus Gleich zu den Steelers nach Bietigheim, mit denen er seinen zweiten Pokalsieg und seine zweite Meisterschaft feiern konnte.
In der Saison 2013/14 erreichte Gleich erneut das Finale der zweiten Spielklasse (DEL2), verlor dieses aber gegen Bremerhaven. Im folgenden Jahr wurde Gleich mit den Bietigheim Steelers mit 15 Punkten Vorsprung Tabellenerster und erreichte zum vierten Mal in fünf Jahren das Finale der DEL2. In diesem besiegte er mit den Steelers die Penguins aus Bremerhaven und Gleich gewann seine dritte Meisterschaft in nur fünf Jahren.
Am 18. September 2015, im dritten Saisonspiel mit den Bietigheim Steelers, erlitt Gleich nach einem Check gegen den Kopf eine Gehirnerschütterung mit posttraumatischen Folgen. Er leidet seitdem an den Folgen eines Schädelhirntraumas und Gehirnerschütterung und befand sich über lange Zeit in der Reha. In der Folge konnte er den professionellen Sport als Eishockeyspieler nicht ausüben und beendete seine Karriere im Sommer 2017 endgültig.
In der Saison 2019/20 trainierte Gleich die U17- und die U20-Mannschaft des EC Peiting. Ab 1. August 2020 fungierte er als hauptamtlicher Nachwuchskoordinator und als Cheftrainer der U20-Mannschaft beim EC Peiting. Nach seiner langjährigen Tätigkeit beim EC Peiting ist Gleich seit dem Mai 2023 als Talent- und Standortentwickler in der DEL2 tätig.

## Erfolge und Auszeichnungen
- 2006 Punktbester Verteidiger der Junioren-Bundesliga
- 2007 Punktbester Verteidiger der Junioren-Bundesliga
- 2009 DEB-Pokal-Sieger mit den Grizzly Adams Wolfsburg
- 2011 Meister der 2. Bundesliga mit den Ravensburg Towerstars
- 2013 DEB-Pokal-Sieger mit den Bietigheim Steelers
- 2013 Meister der 2. Bundesliga mit den Bietigheim Steelers
- 2015 Meister der DEL2 mit den Bietigheim Steelers

## Karrierestatistik
(Legende zur Spielerstatistik: Sp oder GP = absolvierte Spiele; T oder G = erzielte Tore; V oder A = erzielte Assists; Pkt oder Pts = erzielte Scorerpunkte; SM oder PIM = erhaltene Strafminuten; +/− = Plus/Minus-Bilanz; PP = erzielte Überzahltore; SH = erzielte Unterzahltore; GW = erzielte Siegtore; 1 Play-downs/Relegation; Kursiv: Statistik nicht vollständig)